# Iridopsis inflexaria
Iridopsis inflexaria là một loài bướm đêm trong họ Geometridae.